# 404 (tal)
404 är det naturliga talet som följer 403 och som följs av 405.

## Inom vetenskapen
- 404 Arsinoë, en asteroid.

## Inom matematiken
- 404 är ett jämnt tal
- 404 är ett glatt tal
- 404 är ett Erdős–Woodstal.
- 404 är ett palindromtal i det decimala talsystemet.

## Inom informationstekniken
- 404 error, statuskod för "Sidan kan inte hittas", antagligen den mest kända HTTP-statuskoden